# Torpedo TD 6806
Torpedo TD 6806 bila je serija traktora koja se proizvodila u riječkoj tvornici Torpedo od 1970-ih do 1990-ih po licenci njemačkog proizvođača Deutz. Traktora je bio cjenovno povoljan, a mogao se koristiti u poljoprivredi, šumarstvu, građevinarstvu i industriji.

## Osobitosti

### Motor
- Tip motora: F3L
- Broj cilindara: 3
- Snaga/ okretaji: 35/2300 kW min
- 48/2300 ks
- Promjer cilindra: 100/120 mm
- Zakretni moment: 170 Nm
- Potrošnja goriva: 217/220 g/kWh
- Spojka: dvostruka, tarna

### Mjenjačka kutija
- tip TW 40.1
- brzine naprijed/ nazad: 8/2
- brzina naprijed: 2-25 km/h
- brzina nazad- 2.6-11 km/h

### Kotači
- prednji / stražnji: 7.50-16in / 13.6-28in

### Vratilo
- promjer/ dužina: 1, 2/5x 75 mm
- okretni moment: 1470 Nm
- broj okretaja: 540 min

### Hidraulika
- hidraulično dizalo K40.1 Deutz Transfermatic
- regulacija pritiska sa zamašnjakom:
- radni tlak: 175 bar
- podizna sila: 16.000 N
- pogon pumpe: s motora
- dodatni priključci: maksimalno 4

### Dimenzije
- dužina: 3470 mm
- širina: 1660 mm
- visina: 2510 mm
- razmak između osovina: 2000 mm
- radijus zakretanja: 3.6- 3.8 m
- masa praznog traktora: 2430 kg
- masa potpuno opterećenog: 2500kg